# Milan Kopecký (fotbalista)
Milan Kopecký (* 24. června 1943) je bývalý československý fotbalista, útočník.

## Fotbalová kariéra
V československé lize hrál za TJ SU Teplice. Nastoupil v 19 ligových utkáních. Po odchodu z Teplic hrál za Litvínov.

## Ligová bilance
| Ročník                                   | Zápasy | Góly | Klub       |
| ---------------------------------------- | ------ | ---- | ---------- |
| 1. československá fotbalová liga 1965/66 | 14     | 0    | SU Teplice |
| 1. československá fotbalová liga 1966/67 | 5      | 0    | SU Teplice |
| CELKEM                                   | 19     | 0    |            |